# Devaloka
Devaloka  je sanskrtski izraz, ki pomeni božji svet.
Pri budistih je devaloka nebesni svet, ki  v Triloki leži nad Čhakarvado. V devaloki se nahaja sedem oziroma osem do štiriindvajset območij, kjer v čudovitih palačah živijo deve, dokler se zaradi samsare ne rodijo v novi obliki življenja. 